# Man burde ta' sig af det
|  | Denne artikel er oprettet af botten PalnaBot ud fra en ekstern database. Den kan derfor have sproglige fejl eller mangler. Denne skabelon kan fjernes efter kontrol af indholdet. |

Man burde ta' sig af det er en dokumentarfilm fra 1952 instrueret af Ole Palsbo efter manuskript af Finn Methling.

## Handling
En beskrivelse af forskellige stressfaktorer på arbejdspladsen: Filmen belyser nogle af de problemer, der kan opstå på en arbejdsplads såvel i forholdet mellem over-og underordnet som mellem kammeraterne indbyrdes. Man oplever en række situationer og baggrunden for deres opståen, men der gives ikke nogen løsning på problemerne; filmen hensigt er blot at pege på dem og derved få tilskueren til selv at arbejde på en løsning.